# بیماری عروقی
بیماری عروقی نوعی بیماری رگ های دستگاه گردش خون بدن ، شامل رگ های خونی-سرخرگ ها ، سیاهرگ ها و عروق لنفی می‌باشد. بیماری عروقی زیرگروهی از بیماری های قلبی_عروقی می‌باشد اختلال در این شبکه وسیع رگ های خونی و لنفی می‌تواند باعث انواعی از مشکلات سلامتی که می‌توانند گاهی شدید و مرگ آور باشند،بشود. به عنوان مثال، بیماری عروق کرونر قلب اصلی ترین علت مرگ زنان و مردان در ایالات متحده است